# Jason Jones (ator)
Jason Pierre Jones (Ontário, Canadá, 3 de junho de 1973) é um ator e comediante canadense-americano. Ele ganhou notoriedade ao trabalhar como correspondente para o programa The Daily Show with Jon Stewart, onde ficou de 2005 a 2015 e por dar vida ao personagem Tony Granfanelo na série de televisão How I Met Your Mother. De 2016 a 2019, participou do programa The Detour, que ele co-criou com sua esposa, Samantha Bee, no canal TBS.